# Джемаил Вейсели
Джемаил Вейсели (на македонска литературна норма: Џемаил Вејсели, на албански: Xhemail Vejseli) е политик от Северна Македония от албански произход.

## Биография
Роден е на 15 ноември 1927 г. в тетовското село Гайре. Става член на СКМЮ. През 1944 г. се включва в Комунистическата съпротива във Вардарска Македония, а от 1948 г. е член на МКП. След войната завършва гимназия и става учител. По-късно работи в министерството на вътрешните работи в Тетово и като секретар на Общинския комитет на МКП за село Шипковица. Учи във Философския факултет на Скопския университет, където е член на Университетския комитет на МКП. Известно време е подпредседател на Републиканския събор на Събранието на Социалистическа република Македония. Член е на ЦК на МКП и председател на комисията на ЦК на МКП за развитие на партията. Бил е депутат в Събора на народните на Събранието на СФРЮ. На 28 април 1982 г. става член на Председателството на СРМ заедно с Ванчо Апостолски, Филип Брайковски, Томе Буклевски, Ангел Чемерски, Благоя Талески, Благой Попов и Фахри Кая.